# BitSpirit
BitSpirit — торрент-клиент и менеджер закачек для P2P сетей, eDonkey2000 и Direct Connect. Написан на C++ и основан на исходном коде BitComet.

## Возможности программы
- дисковое кэширование загружаемых данных
- обмен мгновенными сообщениями с другими пиринговыми сетями
- IP-фильтрация
- UPnP и NAT переадресация
- расширенные функции контроля скорости
- планировщик загрузок
- работа через HTTP/SOCKS4/5 протоколы и прокси-сервер
- файловый менеджер
- поддержка DHT
- предварительный просмотр загружаемого файла
- поддержка мультитрекера
- возможность автоматического выключения ПК после завершения загрузок
- oдновременное скачивание нескольких файлов
- компрессия по алгоритму GZip
- поддержка протокола IPv6
- поддержка magnet-ссылок
- поддержка Unicode
- интеграция в браузер Internet Explorer
- поддержка функции «boss key»
- многоязычность (включая русский)
- возможность подмены User-agent